# John Cunningham McLennan

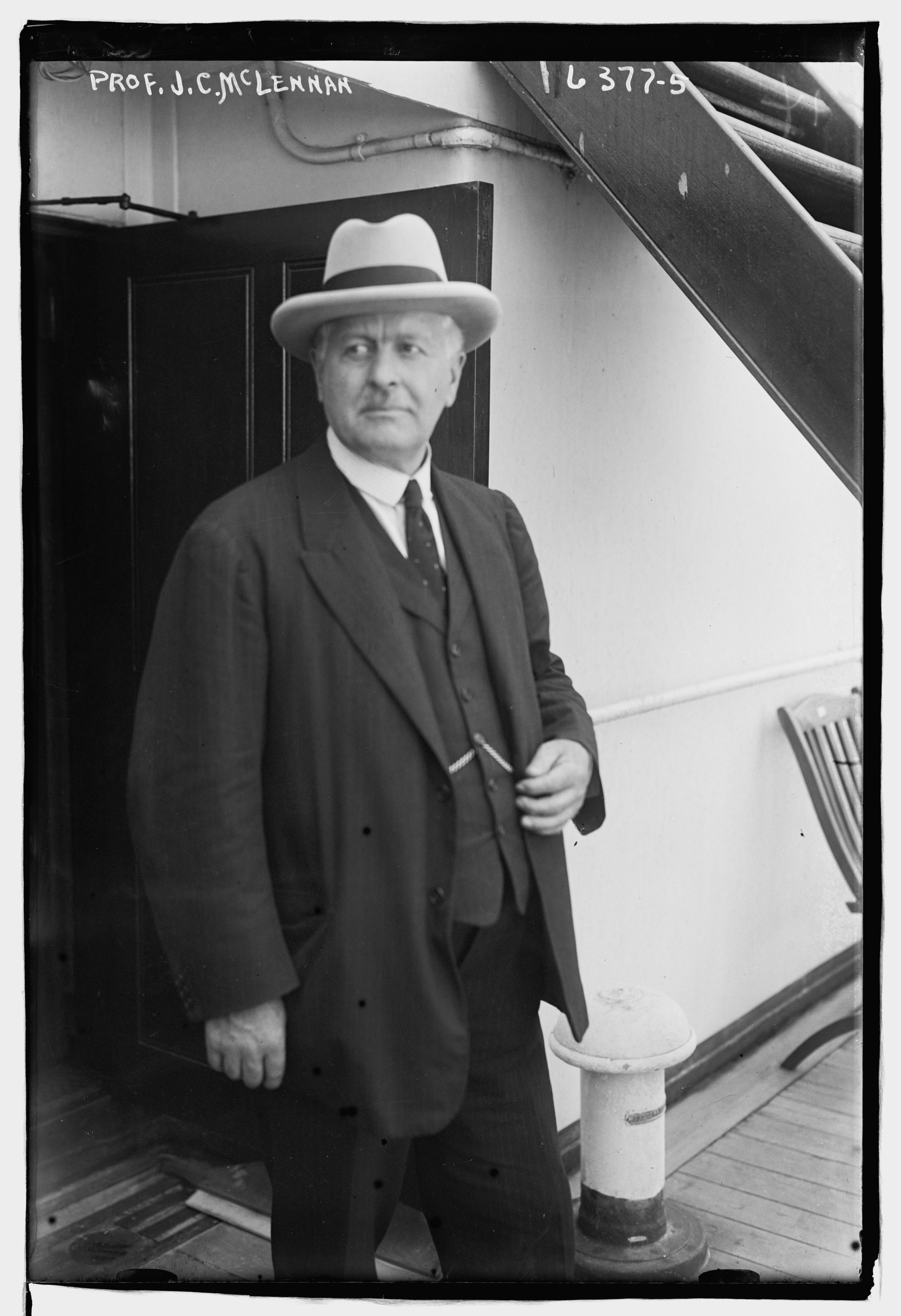
John Cunningham McLennan

Sir John Cunningham McLennan (* 14. Oktober 1867 in Ingersoll; † 9. Oktober 1935 nahe Abbeville) war ein kanadischer Physiker. 
McLennan war der Sohn eines Getreidehändlers aus Schottland und zog mit seinen Eltern viel umher. Da sein Vater sein Studium nicht finanzieren konnte, arbeitete er ab 1883 als Lehrer, während er privat am Wochenende Mathematikunterricht nahm. Ab 1888 studierte Physik an der University of Toronto bei James Loudon 
(1841–1916) mit dem Abschluss 1892, war danach Demonstrator an der Universität und 1898 am Cavendish Laboratory in Cambridge, wo er auch Ernest Rutherford traf. 1900 wurde er an der Universität Toronto promoviert. Von 1906 bis 1935 war er Direktor des Physik-Labors der Universität Toronto, das er an die internationale Forschung heranführte. Er gehörte zu den Pionieren der physikalischen Forschung in Kanada.
Im Ersten Weltkrieg suchte und fand er zunächst natürliche Quellen für Helium in Kanada (Südwesten Ontarios und Calgary), das als nicht-brennbares Gas für Luftschiffe und Ballons diente, und er war später wissenschaftlicher Berater der britischen Admiralität. Er entwickelte bessere und verlässlichere Kontaktzünder für Seeminen und Induktionsschleifen zur Detektion von U-Booten. Nach dem Krieg ging er zwar wieder nach Toronto, war aber jeden Sommer in England und wurde 1923 Präsident der wissenschaftlichen Sektion der British Association for the Advancement of Science. Nach seinem Ruhestand 1932 zog er nach England und setzte seine Forschung zur Anwendung der Radioaktivität bei der Behandlung von Krebs fort.
McLennan gelang es 1923, flüssiges Helium herzustellen, als Erster nach Heike Kamerlingh Onnes, dem das 1908 gelang. Neben Tieftemperaturphysik befasste er sich auch mit Spektroskopie und Radioaktivität.
1916 wurde er Präsident des Royal Canadian Institute und er war einer der Gründer des National Research Council von Kanada und Mitglied der 1928 gegründeten Ontario Research Foundation.
Er starb 1935 an einem Herzanfall im Zug von Paris nach London.
Er war Fellow der Royal Society of Canada (1903) und der Royal Society (1915), deren Royal Medal er 1927 erhielt. 1918 hielt er die Guthrie Lecture der Physical Society of London und 1926 erhielt er die Flavelle Medal der Royal Society of Canada. Er war KBE (1917) und wurde 1935 geadelt.

## Schriften
- A laboratory course in experimental physics, New York, London 1895